# Nacka Skerry

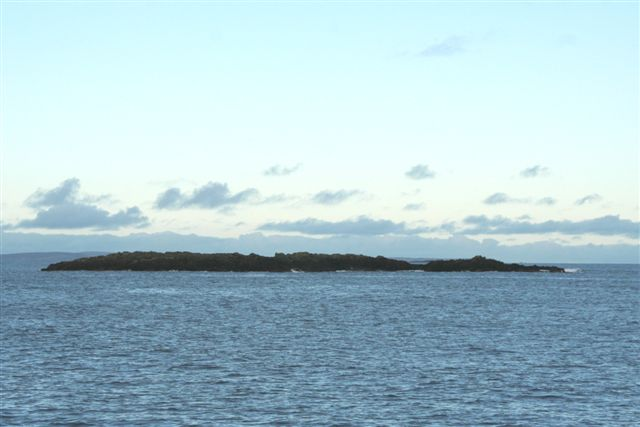
Blick auf Nacka Skerry

Die Nacka Skerry sind eine Gruppe von Felsen, die im Osten der, zu Schottland zählenden Shetlands eine kleine Insel bilden.

## Geographie
Die Nacka Skerry gehören zu einer Gruppe von Inseln, die vor der östlichen Küste der Insel Whalsay in der Nordsee liegen. Dort bilden sie das nordöstliche Ende einer kleinen Reihe, die im Südwesten mit Isbister Holm beginnt. Es folgen Mooa als mittlere, und schließlich Nista, das den Nacka Skerry am nächsten ist. Die an der Küste von Whalsay gelegene Landzunge Skaw Taing liegt im Nordwesten und ist 800 Meter entfernt.

## Historisches
Im Rahmen der historischen Gliederung Schottlands in Civil Parishes zählen die Nacka Skerry zu Nesting.